# Liceo classico Arnaldo

Die Fassade des Lzyeums

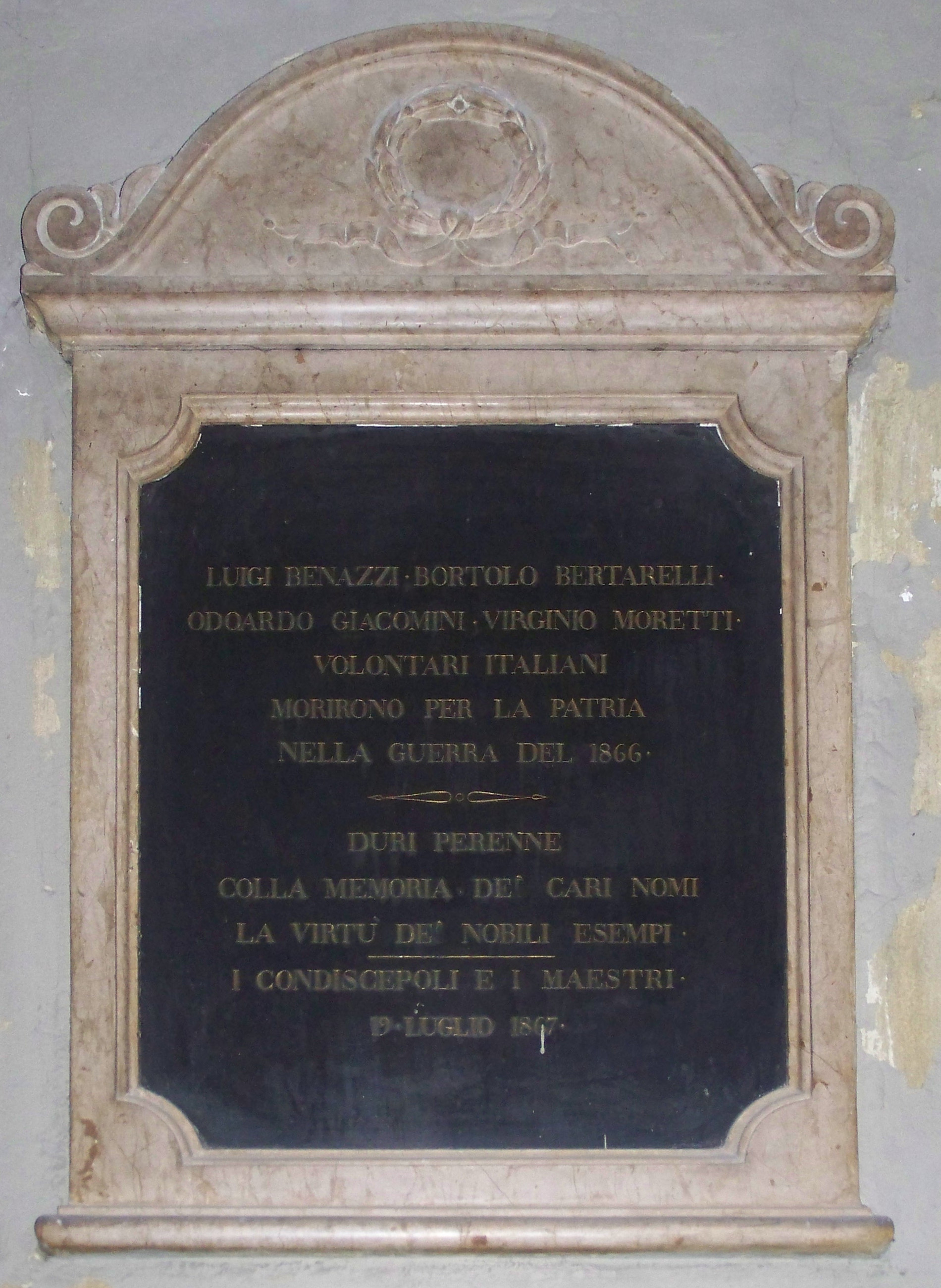
Ehrentafel mit Sinnspruch

Das staatliche Liceo classico Arnaldo ist das humanistische Gymnasium der italienischen Stadt Brescia am Corso Magenta 56. Es wurde 1797 gegründet und nach Arnold von Brescia benannt.

## Geschichte
Die Gründung der Arnaldo-Oberschule geht auf den September 1797 in der kurzen Zeit der Republik Brescia zurück. Der Gründungsname war „Ginnasio“, der später in „Liceo del Mella Department“ geändert wurde (November 1797). Während des neunzehnten Jahrhunderts erwarb das Liceo einen botanischen Garten und betrieb auch wissenschaftliche Studien. Unter österreichischer Herrschaft (1815–1859) wurde der Name in „Imperial Regio Liceo“ geändert. Die Widmung an Arnaldo da Brescia erfolgte erst nach der Annexion von Brescia durch das Königreich Sardinien (1859). Der ursprüngliche Sitz befand sich im Kloster San Domenico. Im Dezember 1823 wurde das Liceo in den Palazzo Bargnani verlegt und ab August 1925 kam das Hauptquartier in den Palazzo Poncarali Oldofredi am Corso Magenta 56. 2019 wurden die Restaurierungsarbeiten am Gebäude abgeschlossen.

## Aktivitäten
Alternative Unterrichtstage finden statt (Schola Ludens) mit Unterrichtsstunden, die von den Schülern selbst gestaltet werden. Außerplanmäßige Aktivitäten sind die Theatergruppe, die Schulzeitung L'Eretico, die Arbeitsgruppe zur Geschichte des 20. Jahrhunderts und das politische Kollektiv Arnaldo.